# سیارک ۳۱۰۱۵
سیارک ۳۱۰۱۵ (به انگلیسی: 31015 Boccardi، نامگذاری:1996DS1) سی و یک هزار و پانزدهمین سیارک کشف شده‌است که در ۱۶ فوریه ۱۹۹۶ کشف شد.